# Чугуна
Чугуна — река в России, протекает в Республике Алтай. Устье реки находится в 11 км по правому берегу реки Атла. Длина реки составляет 21 км.
Начинается на Бийской Гриве. Течёт на юг и на высоте 399 м над уровнем моря сливается с Атлой.
Притоки (от истока): Угольная, Большой Король, Маяткан, Тургезень. В 3 км от устья Чугуны, по правому берегу в неё впадает река Чулта.

## Данные водного реестра
По данным государственного водного реестра России относится к Верхнеобскому бассейновому округу, водохозяйственный участок реки — Бия, речной подбассейн реки — Бия и Катунь. Речной бассейн реки — (Верхняя) Обь до впадения Иртыша.